# José María Anchóriz
José María Anchóriz (Talavera de la Reina, 1813-Talavera de la Reina, octubre de 1877) fue un abogado, catedrático y escritor español.

## Biografía
Nació en la localidad toledana de Talavera de la Reina en 1813. Catedrático de Geografía y de Moral y Religión en la Universidad de Zaragoza y también de Filosofía y Letras en la de Barcelona, fue autor de obras como Ensayo de geografía histórica antigua (1853), Noticia sobre los principales monumentos contenidos en el Museo Británico de Antigüedades y en algunos del Louvre (1866) y Elementos de geografía astronómica, física y política (1867). De su ingenio nació, asimismo, un mapa de piezas para escuelas de primera y segunda enseñanza que recibió diversos elogios. Falleció en Talavera de la Reina a comienzos de octubre de 1877.